# バク・ジンギュ (アイスホッケー)
- パク・ジンギュ

バク・ジンギュ（1991年12月18日 - ）は、韓国のプロアイスホッケー選手。ポジションはフォワード。アジアリーグアイスホッケーのHLアニャンに所属。

## 経歴
高麗大学出身。
2014-2015シーズンにアジアリーグアイスホッケーの安養ハルラに入団。
2016-2017シーズンから兵役のためサンムに所属。
2017-2018シーズンに除隊。
2018-2019シーズンから安養に復帰。
2023-2024シーズンはチームが2シーズン連続となる8度目の優勝を果たし、パクも優勝を経験することになった。